# Carlos Villagrán
Pour les articles homonymes, voir Villagrán.
Carlos Villagrán Eslava "Pirolo", né à Mexico le 12 janvier 1944 est un acteur mexicain originaire d'Argentine.
Très connu, en particulier, pour avoir interprété le personnage de Kiko dans la série télévisée El Chavo del Ocho créée par Chespirito. Il avait auparavant créé un personnage nommé "Pirolo".